# Otang
Otang est un village du Cameroun situé dans l’arrondissement de Bafut, dans le département de Mezam et dans la Région du Nord-Ouest.

## Population
Lors du recensement de 2005, on a dénombré 2 653 habitants à Otang, dont 1 337 hommes et 1 316 femmes.